# Matrimonio igualitario en Mozambique
Mozambique no reconoce los matrimonios entre personas del mismo sexo ni las uniones civiles. El Código de Familia de Mozambique reconoce las uniones de facto, pero solo para parejas de distinto sexo, y prohíbe el matrimonio entre personas del mismo sexo. En 2006, se produjeron algunas protestas a favor del reconocimiento legal del matrimonio entre personas del mismo sexo, mientras se debatía este tema en Sudáfrica.

## Reconocimiento histórico
Si bien muchas culturas mozambiqueñas modernas han practicado históricamente la poligamia, no existen registros de matrimonios entre personas del mismo sexo, tal como se entiende desde una perspectiva occidental, celebrados en esas culturas. Sin embargo, existe evidencia de identidades y comportamientos que podrían clasificarse dentro del espectro LGBT. La evidencia oral contemporánea sugiere que las relaciones entre personas del mismo sexo eran comunes y prevalentes entre los mineros tsonga de Sudáfrica y el sur de Mozambique a principios del siglo XX. En 1912, el misionero suizo Henri-Alexandre Junod describió las relaciones homosexuales elaboradamente organizadas entre los mineros. La pareja más joven, conocida como nkhonsthana en lengua tsonga, era utilizada para satisfacer la lujuria de la pareja mayor (nima). "Él recibía un banquete de bodas, y su hermano mayor recibía una dote". Junod describió una danza en la que las nkhonsthana se ponían pechos de madera o tela, que se quitaban cuando su nima les pagaba. Un lugareño tsonga le contó a Junod en aquella época: "Cada uno de estos nima proponía un muchacho, no solo para lavarle los platos, sino porque por la noche el muchacho tenía que ir a su cama con él. De esa manera, se convertía en esposa. El marido hacía el amor con él. El marido penetraba su virilidad entre los muslos del muchacho. Se esperaba fidelidad, y los celos a veces desembocaban en violencia". Añadió que las parejas masculinas "se peleaban igual que los esposos", y cuando se le preguntó si el nkhonsthana deseaba ser pareja de alguien, respondió: "Sí, por seguridad, por la adquisición de propiedades y por diversión".
Estos "matrimonios mineros", que también se daban entre mineros de Sudáfrica y Zimbabue, eran "aceptados, incluso dados por sentados, por las mujeres (incluidas las esposas) y los ancianos en el hogar, y las relaciones podían extenderse más allá de un simple contrato de trabajo". Sin embargo, estas relaciones diferían mucho de la concepción occidental de los matrimonios entre personas del mismo sexo, ya que los hombres que contraían estos "matrimonios mineros" seguían casándose con mujeres y "se ajustaban, o parecían ajustarse, a las expectativas de género", y no se consideraban homosexuales ni bisexuales, ni "infieles a sus votos matrimoniales". Esta práctica desapareció gradualmente a medida que Mozambique se modernizaba y se exponía a la cultura occidental y la homofobia en el siglo XX.

## Historial legal

### Acontecimientos en 2006
En julio de 2006, pocos meses antes de la legalización del matrimonio igualitario en la vecina Sudáfrica, el periódico Agência de Informação de Moçambique informó que un grupo de hombres homosexuales en Maputo solicitaría a la Asamblea de la República la legalización del matrimonio igualitario. En octubre de 2006, la activista de derechos humanos Alice Mabota instó a la ciudadanía gay y lesbiana de Mozambique a "organizarse y luchar por sus derechos", pero añadió que su organización, la Liga de Derechos Humanos de Mozambique, no haría campaña sobre temas específicos como la legalización del matrimonio igualitario. "Serían las propias personas homosexuales quienes deberían plantear esa demanda si quisieran casarse", declaró Mabota. El activista Danilo de Sousa declaró entonces que «pocos gays mozambiqueños hablan abiertamente de su sexualidad. Muchos llevan una vida semiabierta (o semicerrada), mientras que la mayoría mantiene su orientación sexual en la clandestinidad, o incluso la niega. Es frecuente encontrar homosexuales casados con personas del sexo opuesto, simplemente para complacer a su familia y a la sociedad». El activista Danilo da Silva, fundador del grupo de defensa LGBT Lambda Mozambique, también afirmó que «los gays mozambiqueños deberían centrarse en eliminar cualquier cláusula de las leyes del país que pueda utilizarse para criminalizar a las personas homosexuales e introducir medidas que prohíban la discriminación por orientación sexual». Silva no pidió la legalización del matrimonio entre personas del mismo sexo, sino que sugirió un «reconocimiento gradual de los derechos de las parejas homosexuales que viven en uniones de hecho».
Si bien el matrimonio entre personas del mismo sexo sigue siendo ilegal, Mozambique ha logrado avances significativos en los derechos LGBT. En 2007 se aprobaron reformas a la legislación laboral que prohibían la discriminación laboral por motivos de orientación sexual, y en 2015 se modificó el Código Penal para eliminar las vagas referencias a "prácticas contra natura", que se interpretaron como la prohibición de las relaciones sexuales entre personas del mismo sexo. Sin embargo, las personas LGBT todavía enfrentan discriminación y violencia, y las leyes no permiten ni reconocen los matrimonios entre personas del mismo sexo ni las uniones civiles.

### Restricciones
El Artículo 8 del Código de Familia de Mozambique, aprobado por la Asamblea de la República en 2019 y publicado en el Boletim da República el 11 de diciembre de 2019, define el matrimonio como la «unión voluntaria y singular entre un hombre y una mujer, con el fin de formar una familia, mediante una plena comunión de vida». El Código define además a la familia como «el elemento fundamental y la base de toda sociedad», y el artículo 2 establece que «la unión singular, estable, libre y notoria entre un hombre y una mujer se reconoce como entidad familiar». Como consecuencia, las parejas del mismo sexo no pueden contraer matrimonio en Mozambique. El Código de Familia también introdujo las uniones de facto (en portugués: união de facto) para parejas de distinto sexo tras tres años de cohabitación continua. La unión de hecho se define en el Código de Familia como "un vínculo singular existente entre un hombre y una mujer, con carácter estable y duradero" entre cónyuges capaces de contraer matrimonio pero que han decidido no hacerlo.

## Opinión pública
Una encuesta de Lambda Mozambique realizada en septiembre de 2013 entre habitantes de las ciudades de Maputo, Beira y Nampula reveló un apoyo moderado al reconocimiento legal de las uniones entre personas del mismo sexo: el 37 % de los residentes de Maputo, el 18 % de los de Beira y el 28 % de los de Nampula apoyaban el matrimonio igualitario. Una encuesta de Lambda de 2017 reveló que el apoyo al matrimonio igualitario había aumentado en las tres ciudades: un 47 % en Maputo, un 38 % en Beira y un 42 % en Nampula.

## Opinión de la Iglesia
La Iglesia Católica se opone al matrimonio entre personas del mismo sexo y no permite que sus sacerdotes oficien en dichos matrimonios. En diciembre de 2023, la Santa Sede publicó la Fiducia supplicans, una declaración que permite a los sacerdotes católicos bendecir a las parejas que no se consideran casadas según la doctrina de la Iglesia, incluyendo la bendición de las parejas del mismo sexo. La Conferencia Episcopal de Mozambique emitió una declaración en la que afirmaba que «las uniones irregulares y las uniones entre personas del mismo sexo no deben ser bendecidas en Mozambique», pero animó a «todos los ministros ordenados a mostrar cercanía y acompañamiento a quienes viven en uniones irregulares».
Mientras tanto, la Iglesia Anglicana de África Austral debatía la posibilidad de bendecir las uniones entre personas del mismo sexo, las diócesis de Angola y Mozambique se dividieron para formar una provincia anglicana más conservadora en 2021. Conocida como la Iglesia Anglicana de Mozambique y Angola, no ofrece bendiciones a las uniones entre personas del mismo sexo.